# مصنع حديد

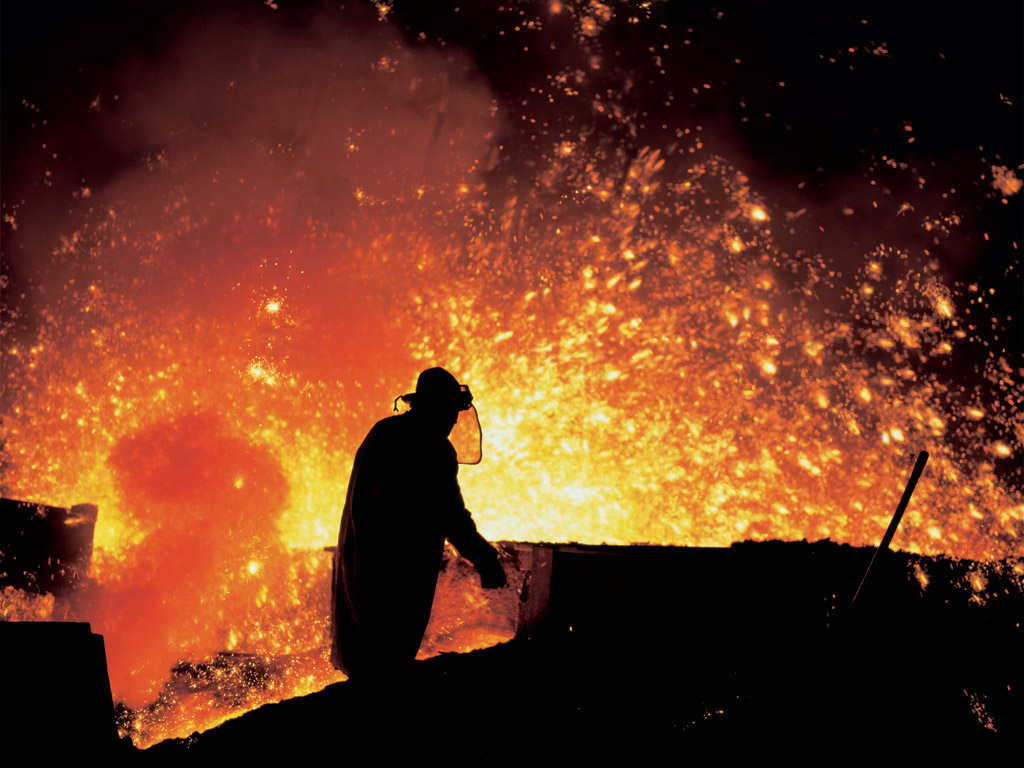
عامل في مصنع حديد

مصنع الحديد (أو مسبك الحديد) منشأة صناعية حيث يصهر الحديد ويحضر منه منتجات الحديد الثقيلة والفولاذ، والتي تدعى عموماً المشغولات الحديدية.
تبعت المصانع الحديدية أفران الحديد الخالص، إذ حلت الأفران اللافحة محلها. بدأت مصانع الحديد بالانتشار في القرن التاسع عشر، وكانت مجهزة بأفران التسويط أو المسابك. بعد اختراع عملية بسمر انتشرت تلك الأفران، وبدأت صناعة الفولاذ. غالباً ما كانت تنتشر المدن العمالية في محيط مصانع الحديد؛ وعند إغلاقها فإن ذلك يعود بأثر سلبي على النمو الاقتصادي لها.